# 南开大学哲学院
南开大学哲学院，位于南开大学津南校区，成立于2010年6月24日，其前身可以追溯至1919年成立的私立南开大学哲学学门。